# Eckhard Lesse
Eckhard Lesse (ur. 1 grudnia 1948 w Ballenstedt) – niemiecki lekkoatleta, długodystansowiec, medalista mistrzostw Europy w 1974. W czasie swojej kariery reprezentował Niemiecką Republikę Demokratyczną.
Zajął 24. miejsce w biegu na 10 000 metrów na mistrzostwach Europy w 1971 w Helsinkach. Na igrzyskach olimpijskich w 1972 w Monachium zajął 25. miejsce w biegu maratońskim.
Zdobył srebrny medal w maratonie na mistrzostwach Europy w 1974 w Rzymie, przegrywając jedynie z Ianem Thompsonem z Wielkiej Brytanii, a wyprzedzając Gastona Roelantsa z Belgii. W tym samym roku zajął 2. miejsce w maratonie w Fukuoce, za Frankiem Shorterem ze Stanów Zjednoczonych. 
Lesse był wicemistrzem NRD w maratonie w 1973.
Trzykrotnie poprawiał rekord NRD w maratonie do wyniku 2:12:02,4, uzyskanego 8 grudnia 1974 w Fukuoce.